# النا سکلیچی
النا سکلیچی (به انگلیسی: Elena Săcălici) ژیمناست زادهٔ ۱۹۳۵ میلادی اهل کشور رومانی است.